# أندريه زاكارو
أندريه زاكارو (7 يوليو 1939 - 10 سبتمبر 2021) كان اقتصاديًا برازيليًا ومحاميًا وأكاديميًا وسياسيًا عمل كنائب اتحادي من بارانا.

## السيرة الشخصية
ولد زاكارو في جاغواريايفا في بارانا. تخرج من جامعة بارانا الفيدرالية.
شغل منصب عضو في مجلس النواب من 2003 إلى 2015. تم انتخابه في الأصل كعضو في حزب العمل الديمقراطي (البرازيل)، لكنه أنهى فترة عضويته كعضو في الحركة الديمقراطية البرازيلية.
توفي زاكارو من جراء كوفيد 19 في عام 2021 وسط الجائحة في البرازيل.